# Dalton Roberts
Dalton James Roberts (ur. 21 lipca 1996) – amerykański zapaśnik walczący w stylu klasycznym.
Zajął dwunaste miejsce na mistrzostwach świata w 2021. Złoty medalista mistrzostw panamerykańskich w 2023; piąty w 2019. Brązowy medalista mistrzostw świata wojskowych w 2023 roku. 
Zawodnik Fowlerville High School, Northern Michigan University i US Army.